# The Reminder
The Reminder ist das dritte Studioalbum der kanadischen Sängerin und Songschreiberin Leslie Feist. Es erschien im Jahr 2007 und beinhaltet 13 Stücke. The Reminder erreichte Platz 16 in den US-amerikanischen Billboard-200-Charts und den zweiten Platz der kanadischen Albumcharts. In Deutschland belegte The Reminder als höchste Chartplatzierung Rang 11 und erlangte Gold-Status. Die Singleauskopplung 1234 wurde nach der Verwendung in einem Werbespot für das Produkt iPod des Unternehmens Apple so populär, dass es vordere Plätze in verschiedenen Charts erreichte.

## Produktion
Hauptsächliche Songschreiberin des Albums ist Leslie Feist. Für einige der Kompositionen sind außerdem die langjährigen musikalischen Wegbegleiter Chilly Gonzales und Mocky ausgewiesen. Das Trio zeichnet gemeinsam mit Renaud Letang und Ben Mink auch für die Produktion verantwortlich.

## Titelliste
1. So Sorry – 3:12
2. I Feel It All – 3:39
3. My Moon My Man – 3:48
4. The Park – 4:34
5. The Water – 4:46
6. Sealion – 3:39
7. Past in Present – 2:54
8. The Limit to Your Love – 4:21
9. 1234 – 3:03
10. Brandy Alexander – 3:36
11. Intuition – 4:36
12. Honey Honey – 3:27
13. How My Heart Behaves – 4:26

## Rezeption
The Reminder gilt als Mischung zwischen klassischem Pop-Songwriting und dem Musikstil Indie. Die Zeit urteilte, die Produktion klinge leicht und weise Aspekte des Mainstreams auf, genauso wie Details, die sich erst bei mehrmaligem Hören erschließen würden. Generell stießen zum kommerziellen Erfolg bei Erscheinen des Albums auch überaus positive Kritiken.
Die Kritikplattform Metacritic weist für The Reminder einen Metascore von 79 aus 100 möglichen Punkten aus. In der Bewertung durch Benutzer erreicht das Album dort 8,9 von 10 möglichen Punkten.